# Tiberios I.

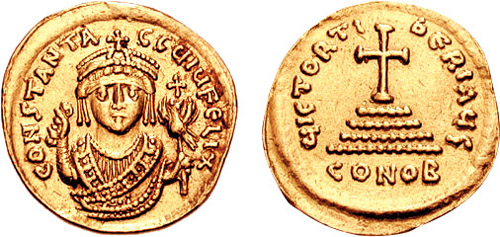
Solidus des Tiberius Constantinus. Die Vorderseite zeigt die Inschrift CONSTANT(inus) AVG(ustus) VIV(at) FELIX, Der Kaiser Constantinus lebe glücklich! Die Rückseite lautet VICTOR(ia) TIBERI(i) AVG(usti), Sieg des Kaisers Tiberius, sowie CON(stantinopolis) OB(ryzum aurum).

Tiberios I. (II.) Konstantinos (mittelgriechisch Τιβέριος Α′ Κωνσταντίνος, lateinisch Tiberius Constantinus; † 13. August 582) war oströmischer Kaiser in den Jahren 578 bis 582. Auf seinen Münzen und in offiziellen Urkunden führte er stets den Namen Tiberius Constantinus. Er wird manchmal auch als Tiberios II. bezeichnet, wenn im Sinne des Kontinuitätsgedankens der römische Kaiser Tiberius (14–37 n. Chr.) als Tiberios I. gezählt wird.

## Leben und Herrschaft

### Aufstieg zur Alleinherrschaft
Flavius Tiberius Constantinus stammte offenbar aus dem lateinischsprachigen Teil Thrakiens und machte unter Kaiser Justinian im Militär Karriere. Bei dessen Tod fungierte er als comes excubitorum (Kommandeur der wichtigsten Gardetruppe) und war ein Vertrauter Justins II., des Nachfolgers Justinians, von dem er Ende 565 auf einen Feldzug gegen die Langobarden entsandt wurde.
Im Dezember 574 wurde Tiberios dann auf Betreiben der Kaiserin Sophia von Justin in den Rang eines Caesar und kurz darauf als princeps rei publicae zum Mitregenten erhoben. Justin litt zu diesem Zeitpunkt laut den Quellen bereits an einer Geisteskrankheit und war selbst angeblich kaum mehr regierungsfähig; in jedem Fall wurde er faktisch entmachtet, und Tiberios übernahm die Regierungsgeschäfte. Justins Schwiegersohn, der comes stabuli Baduarius, der eigentlich als präsumtiver Nachfolger gegolten hatte, zog hingegen den Kürzeren. Am 26. September 578 wurde Tiberios zum Augustus erhoben, und seit Justins Tod am 4. Oktober war er unter dem Namen Imperator Caesar Flavius Tiberius Constantinus Augustus Alleinherrscher des Römischen Reiches. Seine Frau Ino wurde nun nach Konstantinopel gerufen und zur Augusta erhoben, sie trug fortan den Namen Anastasia. Angeblich hatte Tiberios ihre Existenz zuvor verheimlicht und stattdessen Sophia Hoffnungen auf eine Ehe gemacht.
Bemerkenswert ist, dass mit ihm in der syrischen Überlieferung, wie sie etwa bei Bar Hebräus oder Michael dem Syrer greifbar ist, eine Zäsur verbunden wird: Während die Kaiser von Augustus bis Justin II. „Lateiner“ gewesen seien, habe mit Tiberios die Reihe der griechischen Kaiser begonnen.

### Außenpolitik
Bereits während der Regentschaft des Tiberios als Caesar konnte zumindest die Lage an der Orientfront stabilisiert werden, wo die Römer den persischen Sassaniden 575 (oder 576) in der Schlacht bei Melitene eine empfindliche Niederlage beibringen konnten (siehe auch Römisch-Persische Kriege). Der Caesar, der wie seine Vorgänger als Kaiser nicht mehr selbst in die Schlacht zog, präsentierte die reiche Beute nebst 24 Kriegselefanten bei einer großen Siegesfeier („Triumph“) in der Hauptstadt, doch war der Perserkrieg damit nicht entschieden. Im Zusammenhang mit dem Konflikt mit Persien versuchten die Oströmer auch, ein von Justin II. mit dem Kök-Türkenherrscher Sizabulos in Zentralasien abgeschlossenes Bündnis zu erneuern. Eine oströmische Gesandtschaft erreichte 576 den türkischen Hof, doch war Sizabulos vor kurzem verstorben, und sein Nachfolger Turxanthos lehnte ein erneutes Bündnis aufgrund der Kontakte der Oströmer zu den mit den Türken verfeindeten Awaren ab (siehe auch Tardu).
In Nordafrika verbuchte 578 oder 579 der kaiserliche magister militum per Africam Gennadius einen wichtigen Sieg über die Mauren unter ihrem rex Garmules; möglicherweise ist damit auch der Untergang des Kleinreiches von Altava zu verbinden. Bei Regierungsantritt hatte sich der Kaiser bereitgefunden, den Awaren jährlich 80.000 solidi zu zahlen. 578 ließ der praefectus praetorio per Illyricum Johannes ein großes awarisches Heer mit römischen Booten über die Donau setzen, das Slawen, die in das Imperium eingefallen waren, im Auftrag von Tiberios verjagen sollte. Doch 580 begannen die Awaren, selbst das strategisch wichtige Sirmium zu belagern, nachdem sich Tiberios geweigert hatte, ihnen die Stadt zu übergeben. Gleichzeitig setzten sich die Plünderungszüge slawischer Gruppen südlich der Donau fort. 582 musste das isolierte Sirmium kapitulieren; dies war ein harter Schlag, und der bereits schwer erkrankte Tiberios stimmte nun auch notgedrungen der Zahlung von noch höheren Jahrgeldern an den Awarenkhagan zu. Im Osten musste sich das Reich zudem weiterhin der Bedrohung durch die Sassaniden erwehren, deren neuer Großkönig Hormizd IV. (579–590) laufende Friedensgespräche abbrach. Während der Krieg gegen die Awaren zu Ungunsten Ostroms verlief, konnte die Grenze gegenüber Persien aber immerhin gehalten werden, wenngleich unter hohen Verlusten. Erst einige Jahre nach dem Tod des Tiberios wurde 591 ein Friedensvertrag geschlossen, der bis 602/03 hielt.
Streng genommen nicht zur Außenpolitik gehörten die Beziehungen zum lateinischen Westen, den Tiberios weiterhin als Bestandteil des Imperium Romanum begriff. Neben Nordafrika unterstanden auch Teile von Italien und Spanien ohnehin noch immer direkter kaiserlicher Herrschaft. Angesichts der Bedrohung an Donau und Euphrat überließ der Kaiser aber Italien, das seit 568 von den Langobarden heimgesucht wurde, weitgehend sich selbst: 578 gratulierte laut Menander Protektor der weströmische Senator und patricius Pamphronius dem neuen Kaiser zu seiner Thronbesteigung und überbrachte ihm 3000 Pfund Gold im Namen des Senats. Doch seine dringende Bitte um militärische Hilfe gegen die Langobarden blieb wirkungslos; Tiberios gestattete Pamphronius lediglich, das Gold wieder mit sich zu nehmen und zu versuchen, damit langobardische Krieger als foederati anzuwerben. Auch eine zweite Senatsgesandtschaft im Jahr 580 hatte keinen nennenswerten Erfolg zu verzeichnen, auch wenn der Kaiser diesmal tatsächlich Soldaten nach Italien sandte, die aber wenig ausrichten konnten. Der Kaiser scheint 581/2 zudem versucht zu haben, diplomatisch im Merowingerreich einzugreifen (siehe Gundowald), um die Franken zu einer Attacke auf die Langobarden zu bewegen.
Tiberios ist der letzte Kaiser, von dem bekannt ist, dass er in größerem Umfang germanische foederati anwerben ließ. Um 575 rekrutierten die Römer auf seinen Befehl im Alpenraum und am Rhein noch einmal systematisch Krieger für den Kampf gegen die Sassaniden.

### Innenpolitik und Nachfolge
Während Justin II. hart gegen die Miaphysiten vorgegangen war, zeigte sich der neue Kaiser gegenüber christlichen Abweichlern tolerant. Gegenüber Nichtchristen hingegen zeigte er Härte. 579 kam es im römischen Syrien zu einem Aufstand: Anhänger des alten Sonnenkultes (vgl. Sol invictus), die besonders in der Gegend um die Stadt Baalbek (Heliopolis) noch immer zahlreich waren, erhoben sich gegen die kaiserliche Christianisierungspolitik. Tiberios ließ den Aufstand blutig unterdrücken, die Anführer hinrichten und in ganz Syrien Heidenverfolgungen durchführen, denen teils auch hochrangige Amtsträger – darunter Anatolius, der Statthalter der Provinz Osrhoene – zum Opfer fielen. In Antiochia und Konstantinopel kam es zu blutigen Unruhen, da man den Autoritäten vorwarf, einflussreiche Heiden nicht konsequent zu verfolgen.
Stärker als sein relativ sparsamer Vorgänger Justin begann Tiberios damit, die Staatskasse zu leeren und das oströmische Heer aufzurüsten. Er war beim Volk offenbar recht beliebt, zahlte er doch zu Beginn seiner Alleinherrschaft ein Viertel der im Reich erhobenen Steuern zurück und verschenkte immense Summen für die verschiedensten Zwecke. Die suffragio, eine Art „Bearbeitungsgebühr“ für administrative Vorgänge, schaffte er ab. Möglicherweise ist dies aber auch ein Indiz dafür, dass seine Stellung in Wahrheit vergleichsweise schwach war und er versuchte, sich Unterstützung zu erkaufen.
Diese „Verschwendungssucht“ endete indes am Ende seines vierten Regierungsjahres, als sich sein Gesundheitszustand plötzlich rapide verschlechterte. Er erkrankte und starb schließlich am 13. August des Jahres 582. Kurz zuvor hatte er seine erfolgreichen Feldherrn Maurikios und Germanus adoptiert, zu Unterkaisern (Caesaren) erheben lassen und mit seinen Töchtern Constantina und Charito verheiratet. Einen Tag vor Tiberios’ Tod wurde Maurikios zum Augustus erhoben und übernahm ohne Probleme die Macht im Reich, Germanus hingegen scheint verzichtet zu haben.